# Johan Clason
Johan Clason, född 2 februari 1667, död 6 mars 1747 i Stockholm, var en svensk skeppsredare, varvsägare, brukspatron och politiker. Han var far till Isaac Clason och Jan Clason.

## Biografi
Johan Clason föddes som son till masmästaren vid Forsmarks bruk Clas Farke av vallonsk härstamning. Han blev 1694 borgare i Stockholm som hökare och inköpte 1698 en fastighet på Norrmalm. Senare bedrev han handelsverksamhet i kvarteret Diana i Gamla stan. Efterhand övergick han alltmer till grosshandel och skeppsredarverksamhet. Under frihetstiden hade Clason hunnit bli en av Stockholms mer betydande skeppsredare. År 1719 inköpte han även Graninge bruk och 1723 skeppsvarvet på Blasieholmen. Tidigt inriktade han sig på Medelhavshandeln, och var med om att utrusta skeppet Göta Leijon, vilket efter freden med Algeriet 1729 användes för att föra över presenter till dejen. På 1730-talet tillhörde han grundarna av Levantiska kompaniets som 1738 erhöll oktroj, och sände 1739 sitt skepp Maj med gåvor till bejen över Tripolitanien efter fredsslutet med landet. Clasons affärspartner bodde främst i Mälarlandskapen men han deltog även bland annat vid Hedemora marknad.
Som brukspatron på Graninge lade han ned stor energi på att förbättra bruket som vid hans köp inte var i bästa skick. År 1723 byggdes en ny masugn, 1724 ett nytt kolmagasin. För att tillförsäkra sig om malm till masugnen inköpte Clason 1731 en andel i Stora Bondgruvan i Norbergs socken. Då masugnen i Graninge brann 1734 lät han 1737 uppföra en ny i dess ställe i Bollstabruk i kompanjonskap med Jacob Polack, ett kompanjonskap som ytterligare förstärktes 1735 genom giftermål mellan sonen Jacob och Jacob Polacks dotter Margareta. Han lät även uppföra en ny hammarsmedja i Sollefteå. Clason var även riksdagsman för borgarståndet vid riksdagen 1726–1727 och därunder ledamot av lant-, sjömilitie- och ekonomideputationen samt av bergsdeputationen. Han blev 1745 ledamot av Kungliga Vetenskapsakademin.